# سابین سیمبالز
سابین سیمبالز (به انگلیسی: Sabian Cymbals) یک شرکت کانادایی و ارمنی تولیدکننده سنج است که در سال ۱۹۸۱ در مداکتیک نیوبرانزویک کانادا، جایی که دفتر مرکزی آن هنوز هم قرار دارد، تأسیس شد. سابین در کنار زیلجیان، ماینل و پایستی یکی از چهار تولیدکننده بزرگ سنج به‌شمار می‌رود.